# Cylindroiulus uncinatus
Cylindroiulus uncinatus är en mångfotingart som beskrevs av Pius Strasser 1969. Cylindroiulus uncinatus ingår i släktet Cylindroiulus och familjen kejsardubbelfotingar. Inga underarter finns listade i Catalogue of Life.